# Belägringen av Kolberg (sjuårskriget)
Under sjuårskriget belägrades den preussiska staden Kolberg i den preussiska provinsen Pommmern tre gånger av ryska trupper. De två första belägringarna, 1759 och den 26 augusti till den 18 september 1760, var inte framgångsrika. Vid den tredje belägringen 1761 lyckades Ryssland dock inta staden.
Vid de sista två belägringarna bistods Ryssland av svenska hjälptrupper. Då staden föll i ryska händer förlorade Preussen sin sista stora hamn längs Östersjön, medan ockupationen också möjliggjorde för ryska trupper att slå vinterkvarter i Pomeranien. Efter att Elisabet av Ryssland dött kort efter den lyckade belägringen 1761 efterträddes hon på den ryska tronen av Peter III som relativt snabbt accepterade ett fredsavtal där han återlämnade Kolberg till Preussen.

## Första belägringen
En första rysk belägring sent under 1759 motstods av de preussiska försvararna. Den ryske greven Fermor hade order om att driva tillbaka de preussiska styrkorna under greve Dohna av Pommern, inta Kolberg och inta vinterkvarter i det preussiska Pommern. Dessa krigsmål ansåg Fermor vara nästintill omöjliga att nå, men försökte ändå motvilligt att nå dem.
Fermor avsatte 4 000 man och 20 artilleripjäser under generallöjtnanten Johann Palmenbach att belägra Kolberg, som då försvarades av 700 man och en milisstyrka under översten Heinrich Sigismund von der Heyde som just förbättrat försvarsverken och fyllt på förråden. Belägringen påbörjades den 4 oktober och trots en förstärkning på 1 000 man den följande månaden gjorde tungt regn och stormväder att fullständiga belägringsverk inte kunde byggas fullt ut. Av den ryska flotta på 27 skepp som anlände för att bistå belägringen sjönk 21 på grund av stormar under oktober och inget skepp kunde komma nära nog att delta. Belägringen hävdes sedan den 1 november.

## Andra belägringen
De ryska trupperna hade som krigsmål att etablera deras vinterkvarter för vintern 1760/61 vid nedre Oder, något som kunde genomföras först när Kolberg intagits. I juli avancerade en rysk expedition under befäl av Gottlieb Heinrich Totleben in i preussiska Pommern, men när de kommit till Regadalen nåddes de av order att marschera till striderna i Schlesien.
Den 27 augusti attackerades Kolberg från sjön av hela den ryska Östersjöflottan; 21 linjeskepp, 3 fregatter och 3 mörsarfartyg, vilka samtliga hade anlänt dagen innan. Den 29 augusti anlände en mindre svensk flottstyrka bestående av 6 linjeskepp och 3 fregatter. Ungefär 8 000 trupper landsattes och började konstruera belägringsverk under skydd av kavalleri.
Fredrik II av Preussen beordrade generalmajoren Paul von Werner att med en styrka på 3 800 man gå från striderna i Schlesien för att istället undsätta von der Heyde i Kolberg 340 km norrut. Efter 13 dagars ritt nådde Werners styrka de ryska styrkorna vid Kolberg den 18 september och attackerade omgående ryssarna. En framgångsrik skärmytsling fick de ryska trupperna att befara att de stod inför en styrka på upp till 20 000 man vilket gjorde att de retirerade tillbaka ombord på flottan. Den svenska flottan avseglade den 20 september och den ryska flottan avseglade tre dagar senare. De ryska förlusterna uppgick till ungefär 600 man.
Efter slaget befordrade Frederik II både Werner and Heyde till generallöjtnanter.

## Tredje belägringen

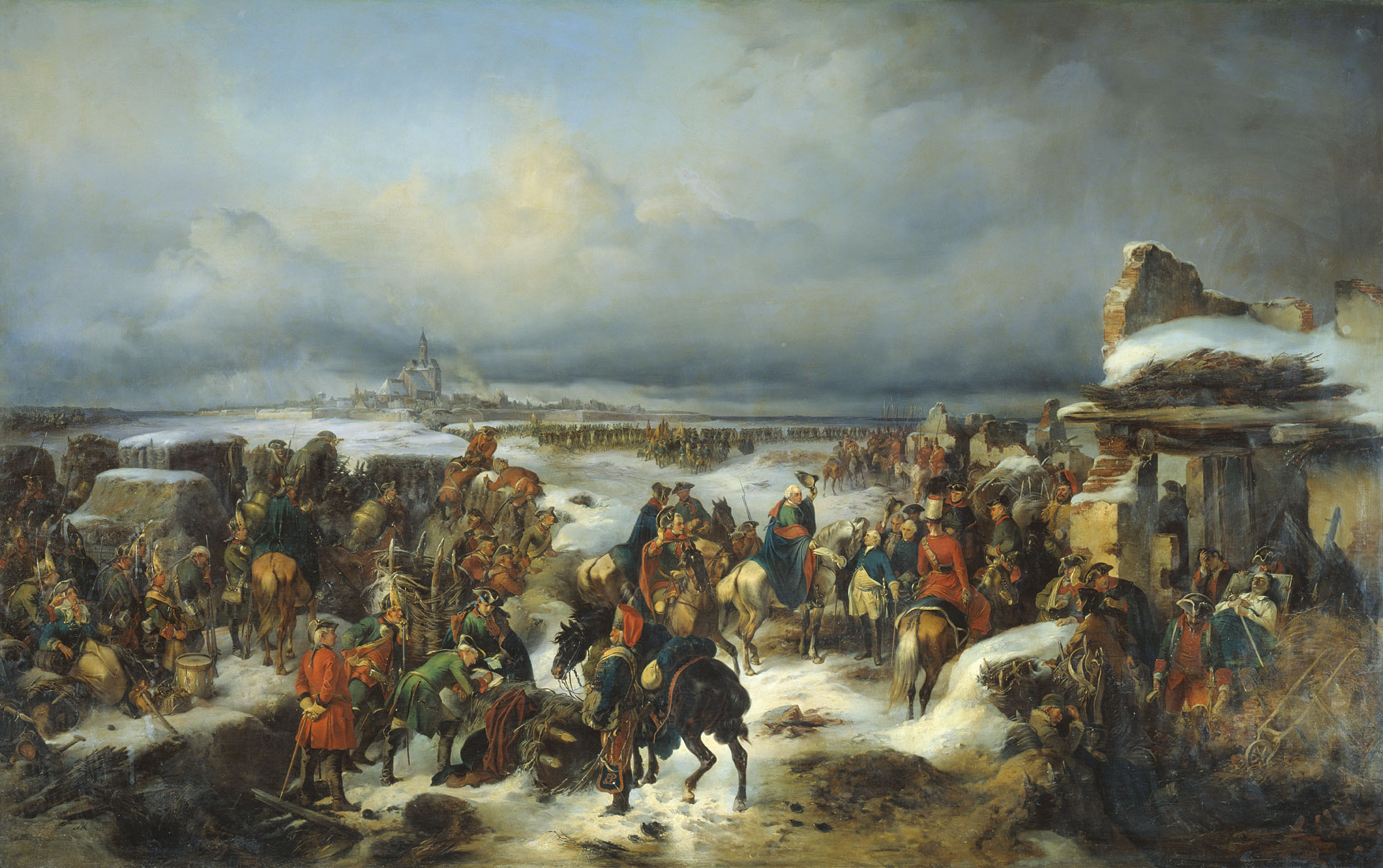
Kolbergs fall, målning av den ryske konstnären Alexander Kotsebu 1815-1889

Totleben, som hade fört befäl över de ryska vårexpeditionerna i Pommern året innan, förrådde Ryssland och avslöjade de ryska planerna på att återigen belägra Kolberg 1761 för Fredrik II av Preussen. När Fredrik II blev medveten om detta hot beordrade han Kolberg att förbereda sig på belägring samtidigt som han skickade Fredrik II Eugen av Württemberg från den svenska fronten i Mecklenburg till Kolbergs försvar. 
Württemberg nådde Kolberg den 4 juli, där han fick befäl över en förstärkt försvar på 12 000 man. Den ryske befälhavaren Rumjantsev förde befäl över en svagare styrka och sökte kvarter för sina styrkor i det närbelägna Köslin den 23 juni i väntan på förstärkningar. Württembergs plan var att attackera Rumjantsev medan preussarna hade det numerära övertaget, men Fredrik II bedömde det som för riskabelt och förbjöd Württemberg att genomföra planen. När 3 000 ryska förstärkningstrupper anlänt i mitten av augusti påbörjade Rumjantsev belägringen av Kolberg den 22 augusti.
23 ryska skepp bistod Rumjantsev från sjösidan, vilka fick förstärkning av 8 svenska skepp. Kolberg bombarderades kontinuerligt från den 25 augusti till den 25 september. Efter att Rumjantsev stormat Württembergs yttre försvarslinjer och förlorat 3 000 man utan något egentligt ryskt framsteg i belägringen så ändrades den ryska planen från att storma Kolberg till att belägra staden från dess försörjningslinjer.
Den 30 september förstärktes Kolberg av en preussisk styrka under von Platens befäl, vilket gjorde att försvarsstyrkan nu uppgick till närmare 20 000 man. Rumjantsev förlorade sitt sjöunderstöd den 9 oktober då de ryska skeppen seglade hem på grund av väderförhållanden, men fick förstärkning av Alexander Buturlins armé samma månad. Hans kavalleri lyckades sedan skära av de preussiska kommunikationslinjerna.
När Kolbergs förråd började sina beordrades Platens styrka att gå till Berlin sent i oktober. I november övergav Württemberg Kolberg, bröt igenom de ryska linjerna och sammanstrålade med Platens styrka och försökte sedan falla Rumjantsev i ryggen. När detta inte lyckades avtågade Platen enligt sina order medan Württemberg flera gånger försökte tvinga sig tillbaka genom de ryska linjerna och in i Kolberg. Den 12 december stoppade de ryska trupperna Württembergs sista försök några kilometer söder om Kolberg, varpå Württemberg förlorade runt 1 000 man och retirerade till Stettin. Den 16 december kapitulerade Kolberg för Rumjantsev, vilket möjliggjorde för honom att slå vinterkvarter i preussiska Pommern.